# 新堡镇
新堡镇，是中华人民共和国宁夏回族自治区中卫市中宁县下辖的一个乡镇级行政单位。

## 行政区划
新堡镇下辖以下地区：
安定社区、新堡村、创业村、肖闸村、刘营村、宋营村、毛营村、盖湾村、南湾村、刘庄村、吴桥村和刘庙村。